# Лінімент бальзамічний (за Вишневським)

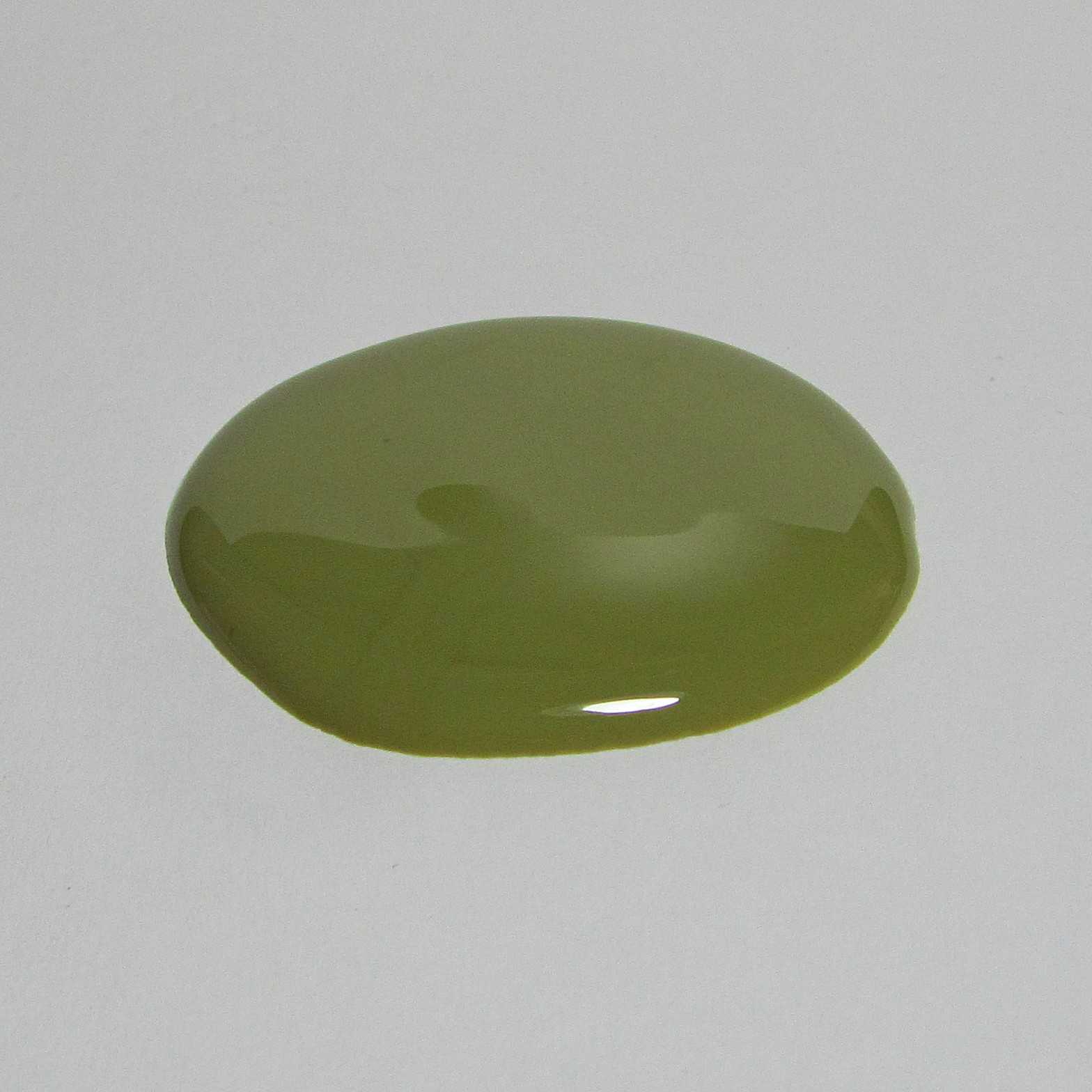
Лінімент бальзамічний

Лінімент бальзамічний (за Вишневським), мазь Вишневського — антисептичний, регенераційний засіб для лікування ран, виразок, пролежнів. Має сильний, характерний і легко пізнаваний запах.
Мазь Вишневського (лінімент бальзамічний) було створено у роки Другої світової війни. Її автором став радянський хірург О. В. Вишневський і назвав мазь своїм ім'ям.

## Основні фізико-хімічні властивості
Однорідна густа маса від світло-жовтого до бурого кольору із специфічним запахом.

## Склад
1 г препарату містять дьогтю березового — 3 мг, ксероформу — 3 мг, додатково — касторової олії — до 1 г.

## Фармакологічні властивості
Фармакодинаміка
Лінімент виявляє слабку дезінфекційну, в'язальну, подразнювальну дію. Внаслідок слабкої подразнювальної дії на рецептори тканин, сприяє прискоренню процесу регенерації, нормалізуючи кровообіг тканин, підсилюючи процеси ороговіння епідермісу.
Фармакокінетика
Лінімент, що застосовується зовнішньо, практично не адсорбується в системний кровотік і не виявляє резорбтивної дії.

## Показання для застосування
- карбункули, фурункули, абсцеси;
- опікові рани, обмороження, пролежні, трофічні і варикозні виразки, псоріаз;
- захворювання судин нижніх кінцівок: тромбофлебіт, ендартеріїт облітеруючий;
- лімфаденіт, лімфангіт;

## Спосіб застосування та дози
Лінімент призначений тільки для зовнішнього застосування. Його наносять на уражені ділянки шкіри. Перед накладанням пов'язки рану очищають від некротичних тканин, розкривають пухирі, промивають антисептичним розчином. Пов'язку змінюють 1 раз на 2-3 дні. Не можна допускати потрапляння лініменту на слизові оболонки. Руки після нанесення лініменту ретельно вимити для запобігання потрапляння залишків мазі в очі, ніс, рот. Тривалість курсу лікування — від 6 до 20 діб.

## Побічна дія
При тривалому застосуванні можливе подразнення шкіри.

## Протипоказання
Індивідуальна непереносимість препарату. Підвищена чутливість до дьогтю і ксероформу.

## Передозування
Не виявлено.

## Взаємодія з іншими лікарськими засобами
Не має відомостей щодо взаємодії при одночасному застосуванні з препаратами для зовнішнього застосування. Проте, враховуючи
склад, вчені передбачають хімічну активність яка може призводити до утворення нових сполук, відповідно, з непередбачуваним ефектом.

## Умови та термін зберігання
Зберігати слід у прохолодному, захищеному від світла місці. Не тримати поряд з харчовими продуктами. Термін придатності — 5 років.

## Суспільна відповідальність
За АТС-кодом ATXD08AX10 мазь Вишневського відсутня в переліку лікарських засобів в міжнародних фармацевтичних базах(в розділі інші засоби). Також цей лінімент (як і дьоготь) відсутні у PubChem (найбільша безкоштовна онлайн база хімічних речовин та їх сполук), хоч є ксероформ.
Препарат ймовірно винайдений ще у середині XX століття. З точки зору наукового розвитку можна вважати «застарілим» і відповідно мало- або не- ефективним.
Дискусія щодо лініменту продовжується, проте завершального науково-обґрунтованого вердикту ще немає (на 2018 рік).